# Connected Device Configuration
Connected Device Configuration (CDC) ist ein Entwicklungssystem für Java ME Anwendungen in eingebetteten Systemen von Pagern bis zu Set-Top Boxen. Daneben existieren noch CLDC und MIDP, die eine weitere Spezialisierung ermöglichen. CDC wurde im Java Community Process als JSR 36 (CDC 1.0) und JSR 218 (CDC 1.1) definiert.
Das Personal Profile der CDC löst PersonalJava ab, bei dem es sich um eine auf Java 1.1.8 basierende Laufzeitumgebung für mobile und eingebettete Systeme handelte.

## Standard-Anforderungen
32-bit CPU, 2 MB RAM und 2,5 MB ROM.

## Profile
CDC definiert drei Profile:
- Foundation Profile
  - ähnlich der Java SE-Programmierschnittstelle
  - keine Grafik
- Personal Basis Profile
  - erweitert ‘Foundation Profile’
  - unterstützt einfache graphische Benutzungsschnittstellen
- Personal Profile
  - erweitert ‘Personal Basis Profile’
  - vollständige Unterstützung von AWT und Applets
  - ermöglicht eine einfache Portierung von PersonalJava-Anwendungen